# Ciuntești
Ciuntești – wieś w Rumunii, w okręgu Arad, w gminie Craiva. W 2011 roku liczyła 155 mieszkańców. 